# Nazionale femminile di calcio del Senegal
La nazionale di calcio femminile del Senegal è la rappresentativa calcistica femminile internazionale del Senegal, gestita dalla locale federazione calcistica (FSF).
In base alla classifica emessa dalla FIFA il 15 marzo 2024, la nazionale femminile occupa l'83º posto del FIFA/Coca-Cola Women's World Ranking.
Come membro della Confédération Africaine de Football (CAF) partecipa a vari tornei di calcio internazionali, come al campionato mondiale FIFA, alla Coppa delle nazioni africane, ai Giochi olimpici estivi e ai tornei a invito. Fa, inoltre, parte della WAFU, una confederazione che raggruppa le federazioni dell'Africa occidentale.

## Storia
Nel 1970, dieci anni dopo l'istituzione della nazionale maschile, venne fondata la prima squadra di calcio femminile del Senegal, chiamata Gazelles de Dakar. Negli anni successive vennero create altre squadre di calcio femminile, ma senza che esistesse una struttura organizzativa ufficiale. Fu solo nel 2002 che la federazione calcistica senegalese istituì formalmente la nazionale di calcio femminile.
La prima partita ufficiale venne disputata il 22 settembre 2002 a Dakar contro il Ghana, partita persa 0-3 e valida per l'andata del secondo turno delle qualificazioni alla fase finale del campionato africano; perdendo anche la partita di ritorno non ebbe accesso alla fase finale. Dopo essere stata eliminata nel corso delle qualificazioni nell'edizioni successive, la nazionale senegalese si qualificò alla fase finale del campionato africano nel 2012 dopo aver sconfitto il Marocco dopo i tiri di rigore. Inserito nel gruppo A della fase finale assieme alle padrone di casa della Guinea Equatoriale, al Sudafrica e alla RD del Congo, il Senegal perse tutte e tre le partite senza realizzare alcuna rete, e venendo così eliminato dalla competizione.
Dopo aver mancato la qualificazione per tre edizioni consecutive, il Senegal tornò alla fase finale della massima competizione continentale nel 2022. Sorteggiata nel gruppo A con le padrone di casa del Marocco, con Burkina Faso e Uganda, la nazionale senegalese vinse due partite e perse contro il Marocco, qualificandosi alla fase a eliminazione diretta come seconda classificata. Ai quarti di finale giunse l'eliminazione dopo la sconfitta contro il Zambia ai tiri di rigore, dopo che tempi regolamentari e supplementari si erano conclusi sull'1-1. Nonostante l'eliminazione, il Senegal disputò e vinse uno spareggio contro la Tunisia, valevole per la partecipazione ai play-off intercontinentali per la qualificazione al campionato mondiale 2023. Ai play-off venne, tuttavia, sconfitto 4-0 da Haiti nella semifinale del raggruppamento A.

## Partecipazione ai tornei internazionali
Legenda: Grassetto: Risultato migliore, Corsivo: Mancate partecipazioni